# خدمة تلفزيون وراديو غامبيا
خدمة راديو وتلفزيون غامبيا (بالإنجليزية: GRTS)‏
هي القناة الوطنية لدولة غامبيا، وتبث باللغة العربية واللغة الإنجليزية.

## روابط خارجية
- الموقع الرسمي